# Rudolf Sperling (Schriftsteller)

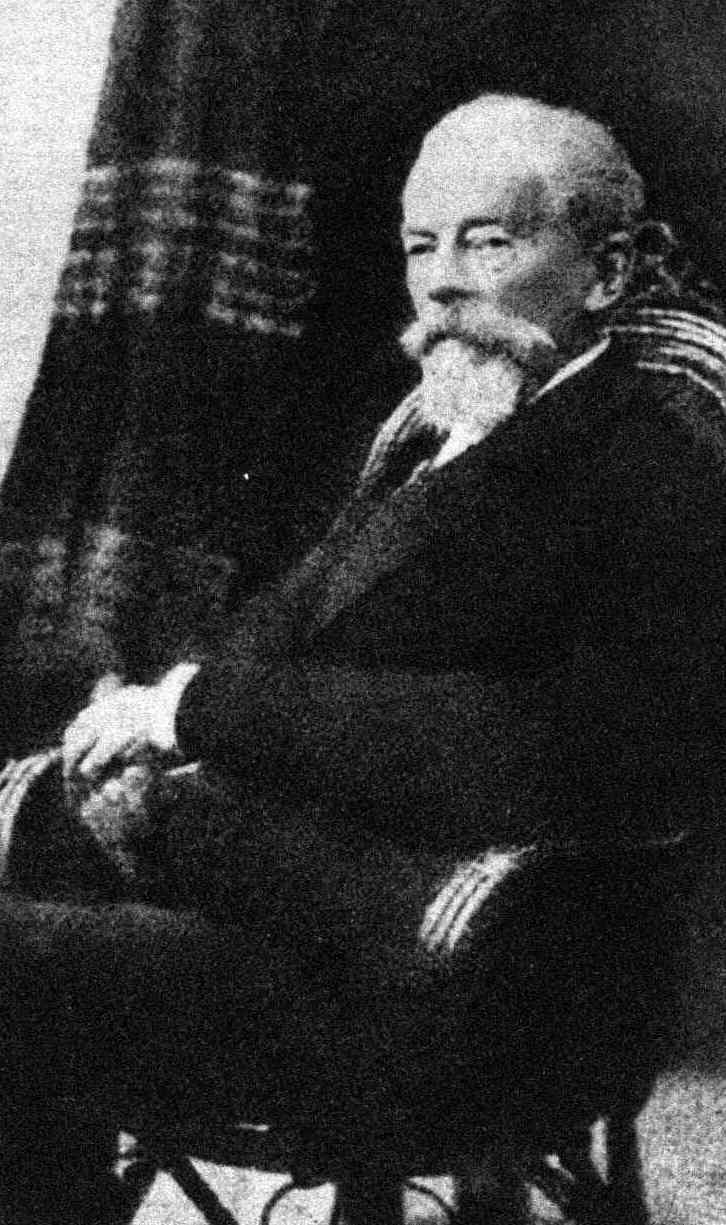
Rudolf Sperling

Rudolf Sperling (* 25. März 1835 in Warnkenhagen; † 3. Februar 1917 in Wien) war ein deutsch-österreichischer Schriftsteller und Dichter.

## Leben
Sperlings Vater war Landprediger. Der Figuren- und Tiermaler Heinrich Sperling war sein Bruder. Nach dem Abitur studierte Rudolf Sperling zunächst Architektur und Kunstgeschichte an der Bau-Akademie in Berlin und später Ästhetik, Kunst- und Literaturgeschichte in Zürich. 1861 zog er nach Österreich: Zunächst lebte er als Schriftsteller in Wien, bald darauf wurde er Privaterzieher auf Schloss Finkenegg in der Steiermark. 1870 ging er nach Wien zurück, wo er an verschiedenen Mädchenschulen unterrichtete und als Schriftsteller arbeitete. Später war er Redakteur bei verschiedenen deutschen und Wiener Zeitschriften. Sperling war beispielsweise „Rätselredakteur“ der Zeitschrift „Wiener Bilder“, die ihm einen Nachruf widmete. Bekannt wurde er auch unter dem Pseudonym Spätzlein. Rudolf Sperling starb Anfang Februar 1917 im Alter von 81 Jahren vereinsamt und in ärmlichen Verhältnissen im Wiener „Hotel Bellevue“.

## Veröffentlichungen
- Nausikaa: dramatisches Gedicht in fünf Aufzügen. Kienreich, Graz 1866.
- Fein combinirt! Lustspiel in einem Acte. Graz 1868.
- Lieder eines einsamen Spatzen: Gedichte. Pierson, Dresden 1892.
- Vor dreitausend Jahren: idyllisches Drama in 5 Aufzügen. Pierson, Dresden 1893.
- Der Kampf um Byzanz: ein Völker-Drama in 5 Aufzügen. Pierson, Dresden 1894
- Doctor Spätzlein's Weihnachtsnüsse: 100 lustige Räthsel. Dresden 1894.